# Viola ulleungdoensis
Viola ulleungdoensis är en violväxtart som beskrevs av M.Kim och Jungsim Lee. Viola ulleungdoensis ingår i släktet violer, och familjen violväxter. Inga underarter finns listade i Catalogue of Life.